# گمینا میرچه
گمینا میرچه (به لهستانی:  Gmina Mircze) یک گمینا در لهستان است که در شهرستان خروبیشوف واقع شده‌است. گمینا میرچه ۲۳۳٫۸۲ کیلومتر مربع مساحت و ۷٬۵۷۹ نفر جمعیت دارد.